# Associação de Football do Rio de Janeiro
A Associação de Football do Rio de Janeiro (AFRJ) foi uma entidade dirigente de futebol na cidade do Rio de Janeiro criada pelo Botafogo.

## História
Em 1911, o Botafogo abandona a Liga Metropolitana de Sports Athleticos (LMSA), em forma de protesto, por ter o seu atleta Abelardo Delamare, suspenso da competição por um ano. Depois de abandonar o campeonato (que acabou sendo vencido pelo Fluminense) e a LMSA, o Botafogo fundou a AFRJ, que organizou um campeonato paralelo em 1912, conquistado pelo próprio alvinegro. Apesar de ser uma liga de menor expressão, e de ter que disputar jogos em campos muito ruins, como o da rua São Clemente (seu campo na rua Voluntários da Pátria era alugado e tinha sido devolvido em 1911), que ficava perto de uma pedreira (daí o apelido dado a AFRJ de "Liga da Pedreira"), nenhum jogador campeão em 1910 pelo Botafogo abandonou o clube. Porém, a Associação de Football do Rio de Janeiro teve vida curta, e após organizar um único campeonato, acaba por fundir-se com a Liga Metropolitana de Sports Athleticos no ano seguinte.

## Campeões da AFRJ
- 1912: Botafogo